# Nikola Danihelková
Nikola Danihelková (* 26. Juli 1994 in Hradec Králové) ist eine tschechische Fußballspielerin und ehemalige A-Nationalspielerin.

## Karriere

### Vereine
Danihelková spielte im Seniorinnenbereich von 2011 bis 2017 für die Frauenfußballmannschaft des Hauptstadtvereins Sparta Prag in der I. liga žen, der höchsten Spielklasse im tschechischen Frauenfußball. Mit ihrer Mannschaft gewann sie zweimal in Folge das aus Meisterschaft und Vereinspokal genannte Double. Auf internationaler Ebene kam sie bei drei Teilnahmen ihrer Mannschaft am Wettbewerb der Champions League in insgesamt acht Spielen zum Einsatz, in denen ihr zwei Tore gelangen. Ihr Debüt gab sie am 28. September 2011 beim 2:2-Unentschieden gegen die Frauenfußballmannschaft von Apollon Limassol im Erstrundenhinspiel in Limassol. Ihr erstes Tor erzielte sie im Folgewettbewerb am 11. Oktober 2012 beim 3:0-Sieg über den SFK 2000 Sarajevo im Erstrundenrückspiel mit dem Treffer zum Endstand in der 85. Minute.
In ihrem Geburtsort zurückgekehrt, kam sie für den FC Hradec Králové saisonübergreifend vom 13. August 2017 (1. Spieltag), bei der 1:4-Niederlage im Heimspiel gegen den FC Viktoria Pilsen, bis zum 3. November 2018 (10. Spieltag), beim 2:1-Sieg im Auswärtsspiel gegen die Frauenfußballmannschaft des FK Dukla Prag, in 26 Punktspielen zum Einsatz. Ihr erstes von insgesamt acht Toren erzielte sie am 28. Oktober 2017 (10. Spieltag) beim 2:2-Unentschieden im Auswärtsspiel gegen die Frauenfußballmannschaft des FK Dukla Prag.
Nach Deutschland gelangt, gehörte sie dem Bezirksligisten DJK Eintracht Patriching aus dem gleichnamigen Passauer Stadtteil an, für den sie saisonübergreifend vom 13. April 2019 (8. Spieltag) bis zum 27. Oktober 2019 (7. Spieltag) in jeweils sechs Punktspielen eingesetzt wurde und insgesamt 14 Tore erzielte.
In der Saison 2022/23 trat sie ein zweites Mal für den FC Hradec Králové in vier Punktspielen in Erscheinung, wie auch in der Saison 2024/25 in acht Punktspielen, beide Saisonen jedoch in der II. liga žen.

### Nationalmannschaft
Danihelková debütierte als Nationalspielerin für den FAČR in der U17-Nationalmannschaft, für die sie vom 8. September 2009 bis zum 14. April 2011 in insgesamt neun altersbezogenen EM-Qualifikationsspielen (2009, 2010, 2011; jeweils 3) und in fünf in Freundschaft ausgetragenen Länderspielen (2009; 1, 2010; 4) wirkte. In der Begegnung mit der U17-Nationalmannschaft Litauens, die am 9. Oktober 2009 in Kaunas mit 18:0 bezwungen wurde, erzielte sie mit vier Treffern ihre ersten vier Länderspieltore.
Vom 11. September 2010 bis zum 9. April 2013 bestritt sie 17 Länderspiele für die U19-Nationalmannschaft, davon zwei Freundschaftsspiele (2:0 und 2:2 vs. Schweiz am 2. und 4. März 2012 jeweils in Geroldswil) und 15 EM-Qualifikationsspiele (3 2010, 4 (1) 2011, 5 (3) 2012, 3 2013). In der Begegnung mit der U19-Nationalmannschaft Zyperns, die am 17. September 2011 mit 4:1 bezwungen wurde, erzielte sie mit dem Treffer zur 1:0-Führung in der 16. Minute ihr erstes Länderspieltor in dieser Altersklasse.
Ihr Debüt in der A-Nationalmannschaft gab sie am 16. Juni 2012 in Prag bei der 2:3-Niederlage gegen die A-Nationalmannschaft Österreichs im sechsten Spiel der EM-Qualifikationsgruppe 7; sie wurde in der 51. Minute für Petra Bertholdová eingewechselt. Auch im achten Gruppenspiel, beim 2:0-Sieg über die Nationalmannschaft Armeniens am 19. September 2012 in Jerewan, wurde sie mit Einwechslung zur zweiten Spielzeit für Aneta Malinová berücksichtigt und sorgte mit ihrem ersten Tor in der 66. Minute für den Endstand.
Im Spieljahr 2013 nahm sie mit ihrer Mannschaft an zwei Turnieren teil. Im Turnier um den Slavic Cup 2013 auf der kroatischen Halbinsel Istrien wurde sie in beiden Spielen der Gruppe B und im Finale am 11. März in Rovinj gegen die Nationalmannschaft Russlands eingesetzt. Gegen diese Mannschaft war sie mit ihrer mit 2:4 unterlegen – wenn auch erst im Elfmeterschießen. Im Turnier um den Balaton-Cup wurde sie in zwei Spielen eingesetzt (1:4 vs. Polen und 3:1 vs. Ungarn am 20. und 22. August jeweils in Balatonfüred) und belegte unter vier teilnehmenden Mannschaften den dritten Platz.

## Erfolge
- Slavic-Cup Finalist 2013
- Dritter Balaton-Cup 2013

Sparta Prag
- Tschechischer Meister 2012, 2013
- Tschechischer Pokal-Sieger 2012, 2013